# 徐玉诺
徐玉诺（1894年—1958年），原名徐言信，笔名红蠖，生於清光緒二十年，河南鲁山县人，中国著名现代诗人，作家。

## 生平
徐玉诺民国4年（1915年）考入开封省立第一师范就读，在求学期间，受“五四”新文化影响，开始进行文学创作。他的早期小说代表作《一只破鞋》被收入《新文学大系·小说一集》。民国9年（1920）到民国13年（1924）是徐玉诺文学创作的爆发期，他兴之所至，可一日数章、甚至在十几天内写成一本诗集。五年间先后写了300多篇作品，陆续登载于《小说月刊》、《晨报》副刊、《文学周报》、《诗》等报刊，尤其在民国11年（1922年）编辑出版了诗集《将来之花园》和《雪朝》等优秀作品，揭露当时社会黑暗，引起较大反响，受到鲁迅、茅盾等著名作家称赞。

## 主要作品
- 《一步诗》